# Lugowoje (Kaliningrad, Gurjewsk)
Lugowoje (russisch Луговое, deutsch Gutenfeld) ist eine Siedlung in der russischen Oblast Kaliningrad. Sie liegt im Rajon Gurjewsk und gehört zur kommunalen Selbstverwaltungseinheit Munizipalkreis Gurjewsk.

## Geographische Lage
Lugowoje befindet sich südöstlich von Kaliningrad (Königsberg) und ist zehn Kilometer von dessen Stadtzentrum entfernt. Durch den Ort verläuft die Regionalstraße 27A-083 (ex A 196) von Kaliningrad nach Krylowo (Nordenburg). Davon zweigt im Ort die Kommunalstraße 27K-116 ab, die nach Bogatowo (Rositten) führt. Der Ort hat die Bahnstation Lugowoje Nowoje an der Bahnstrecke Kaliningrad–Tschernyschewskoje. Bis 1945 bestand hier auch Anschluss an die Bahnstrecke Königsberg–Angerburg.

## Geschichte
Guttenfeld war um 1780 ein adeliges Dorf, das dem Löbenichtschen Hospital in Königsberg gehörte. 1874 wurde die Landgemeinde Gutenfeld in den neu gebildeten Amtsbezirk Steinbeck im Landkreis Königsberg (Preußen) eingegliedert. 1928 wurde der Gutsbezirk Dalheim (im Wesentlichen) an die Landgemeinde Gutenfeld angeschlossen. In den 1930er Jahren wurde nordöstlich des eigentlichen Ortes eine neue Wohnsiedlung, die sog. Reichssiedlung Gutenfeld errichtet. 1936 wurde der Fliegerhorst Gutenfeld eingerichtet.
Im Jahre 1945 kam Gutenfeld infolge des Zweiten Weltkriegs mit dem nördlichen Ostpreußen zur Sowjetunion. 1947 erhielt der Ort nach dem russischen Wort lug für Wiese den Namen Lugowoje und wurde gleichzeitig in den Dorfsowjet Selenopolski selski Sowet im Rajon Kaliningrad eingeordnet. Das ehemalige Dalheim wurde 1950 als Roschtschino wieder eigenständig. Seit 1959 war Lugowoje selbst Sitz eines Dorfsowjets, zunächst im Rajon Bagrationowsk, und seit 1965 im Rajon Gurjewsk. Vor 1975 wurde die ehemalige Reichssiedlung Gutenfeld als Maloje Lugowoje ein eigenständiger Ort. Von 2008 bis 2013 war Lugowoje Sitz einer Landgemeinde. In der Folge wurde der Ort südlich der Bahnlinie erweitert. Nach der Auflösung der Landgemeinde gehörte Lugowoje bis 2021 zum Stadtkreis Gurjewsk und seither zum Munizipalkreis Gurjewsk.

### Einwohnerentwicklung
| Jahr | Einwohner | Bemerkungen                                     |
| ---- | --------- | ----------------------------------------------- |
| 1867 | 514       |                                                 |
| 1871 | 506       |                                                 |
| 1885 | 590       |                                                 |
| 1905 | 506       | davon am Bahnhof 12                             |
| 1910 | 521       |                                                 |
| 1933 | 909       | einschließlich Dalheim                          |
| 1939 | 1335      |                                                 |
| 1984 | ~ 490     | ohne Roschtschino und Maloje Lugowoje           |
| 2002 | 1685      | davon in Nowoje Lugowoje (Bahnhofssiedlung) 452 |
| 2010 | 1716      |                                                 |
| 2021 | 3319      |                                                 |

### Lugowskoi selski Sowet/okrug (1947–)2008
Der Dorfsowjet wurde im Juni 1947 als Selenopolski selski Sowet (ru. Зеленополский сельский Совет) im Rajon Gurjewsk eingerichtet. Sein Verwaltungssitz war zunächst der Ort Selenopolje. Im Juli 1947 gelangte der Dorfsowjet in den neu gebildeten Rajon Kaliningrad. Im Jahr 1954 wurde der Selenopolski selski Sowet an den Komsomolski selski Sowet angeschlossen. Nach der Auflösung des Rajons Kaliningrad im Jahr 1959 wurde der Bereich des ehemaligen Selenopolski selski Sowet zusammen mit dem Tschechowski selski Sowet in den neu gebildeten Lugowskoi selski Sowet (ru. Луговской сельский Совет) umgewandelt. Dieser Dorfsowjet befand sich nun im Rajon Bagrationowsk. Im Jahr 1965 oder 1966 wurde der Lugowskoi selski Sowet (im Wesentlichen) auf den Bereich beschränkt, den der ursprüngliche Selenopolski selski Sowet abgedeckt hatte. Der Lugowskoi selski Sowet befand sich nun (wieder) im Rajon Gurjewsk. Nach dem Zerfall der Sowjetunion bestand die Verwaltungseinheit als Dorfbezirk Lugowskoi selski okrug (ru. Луговской сельский округ). Im Jahr 2008 wurde der Dorfbezirk in die Landgemeinde Lugowskoje selskoje posselenije umgewandelt. 
| Ortsname                        | Name bis 1947/50 | Bemerkungen                                                                              |
| ------------------------------- | ---------------- | ---------------------------------------------------------------------------------------- |
| Kamenka (Каменка)               | Friedrichstein   | Der Ort wurde 1947 umbenannt und war zunächst in den Dorfsowjet Semjonowski eingeordnet. |
| Koslowo (Козлово)               | Schanwitz        | Der Ort wurde 1950 umbenannt und wurde 1997 in Koslowka umbenannt.                       |
| Lugowoje (Луговое)              | Gutenfeld        | Der Ort wurde 1947 umbenannt. Seit 1959 Namensgeber und Verwaltungssitz.                 |
| Maloje Lugowoje (Малое Луговое) |                  | Die ehemalige Reichssiedlung Gutenfeld                                                   |
| Roschtschino (Рощино)           | Dalheim          | Der Ort wurde 1950 umbenannt.                                                            |
| Rybnoje (Рыбное)                | Steinbeck        | Der Ort wurde 1947 umbenannt.                                                            |
| Selenopolje (Зеленополье)       | Borchersdorf     | Der Ort wurde 1947 umbenannt und war bis 1950 der Verwaltungssitz und Namensgeber.       |
| Sosnowka (Сосновка)             | Kaveling         | Der Ort wurde 1950 umbenannt.                                                            |

Zeitweise bildete auch der Bahnhof Lugowoje-Nowoje eine eigenständige Siedlung im Dorfsowjet bzw. Dorfbezirk.
Dem ursprünglichen Selenopolski selski Sowet gehörten auch die beiden im Jahr 1947 umbenannten Orte Lesnoje (Ludwigswalde) und Otwaschnoje (Wickbold) an, die dann (vor 1975) aber in den Nowomoskowski selski Sowet bzw. in den Niwenski selski Sowet gelangten.

### Lugowskoje selskoje posselenije 2008–2013

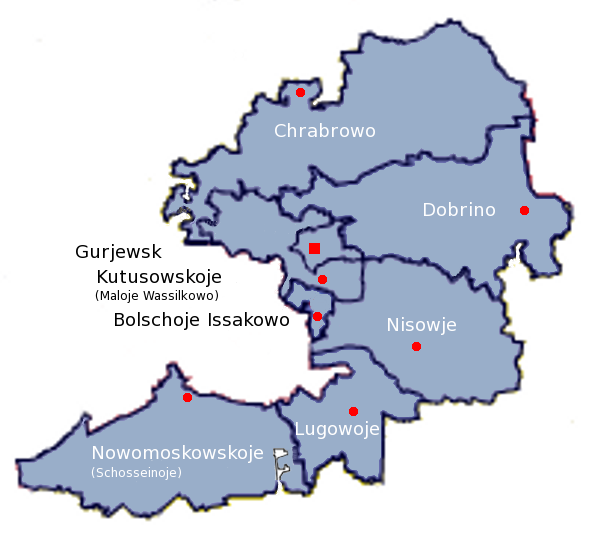
Die Lage der Landgemeinde Lugowskoje selskoje posselenije im Südosten des Rajons Gurjewsk

Die Landgemeinde Lugowskoje selskoje posselenije (ru. Луговское сельское поселение) wurde im Jahr 2008 eingerichtet. Ihr gehörten acht jeweils „Siedlung“ (russisch: possjolok) genannte Orte an, die vorher zum Dorfbezirk Lugowski selski okrug gehörten, auf einer Fläche von 77,6 km² mit 3.843 Einwohnern (Stand 2010).
| Ortsname                        | deutscher Name            |  | Ortsname                  | deutscher Name |
| ------------------------------- | ------------------------- |  | ------------------------- | -------------- |
| Kamenka (Каменка)               | Friedrichstein            |  | Roschtschino (Рощино)     | Dalheim        |
| Koslowka (Козловка)             | Schanwitz                 |  | Rybnoje (Рыбное)          | Steinbeck      |
| Lugowoje (Луговое)              | Gutenfeld                 |  | Selenopolje (Зеленополье) | Borchersdorf   |
| Maloje Lugowoje (Малое Луговое) | Gutenfeld, Reichssiedlung |  | Sosnowka (Сосновка)       | Kaveling       |

## Kirche
Bis 1945 war die Bevölkerung Gutenfelds fast ausnahmslos evangelischer Konfession. Das Dorf war in das Kirchspiel Steinbeck–Neuendorf (heute russisch: Rybnoje–Rschewskoje) eingepfarrt, das zum Kirchenkreis Königsberg-Land I in der Kirchenprovinz Ostpreußen der Kirche der Altpreußischen Union gehörte. Heute liegt Lugowoje im Einzugsbereich der evangelisch-lutherischen Auferstehungskirche in Kaliningrad (Königsberg) innerhalb der Propstei Kaliningrad der Evangelisch-lutherischen Kirche Europäisches Russland (ELKER).

## Söhne und Töchter des Ortes
- Günter Sarge (1930–2019), deutscher Jurist, Präsident des Obersten Gerichts der DDR und Generalmajor der NVA
- Gert Hagelweide (* 1936), deutscher Bibliothekar und Publizistikwissenschaftler